# Râul Țiganu, Bâsca Mare
Râul Țiganu este curs de apă afluent al râului Bâsca Mare. 

## Hărți
- Harta Turistică Covasna